# SN 1982Y
SN 1982Y – niepotwierdzona supernowa odkryta 20 lutego 1982 roku w galaktyce UGC 5449. W momencie odkrycia miała maksymalną jasność 17,00m.